# Torrent del Coll

El Torrent del Coll, respecte del terme de Granera

El torrent del Coll és un torrent del terme municipal de Granera, a la comarca del Moianès.
Aquest curt torrent està situat a l'extrem nord-oest del terme municipal, a llevant i nord-est de la masia del Coll, a prop i sota seu. Es forma a llevant de la masia, en una coma que rep, precisament, aquest nom: la Coma. Des d'aquest lloc davalla cap al nord-oest, i travessa les Feixes del Coll, deixant al nord-est la Serra del Coll i al sud-oest la Quintana del Coll. Un cop ha superat les Feixes del Coll, quan és més a prop de la masia, gira gradualment cap al nord i baixa de sobte per anar a trobar el torrent de Caldat just al lloc on hi ha l'Hort del Coll.